# Tortrix
Genre
Tortrix est un genre d'insectes de l'ordre des lépidoptères (papillons), de la famille des Tortricidae et de la sous-famille des Tortricinae.

## Liste des espèces
Selon NCBI (18 mai 2019) :
- Tortrix adoxodes
- Tortrix agrypna
- Tortrix arcaria
- Tortrix campylosema
- Tortrix campylosticha
- Tortrix cataractis
- Tortrix celatrix
- Tortrix eusticha
- Tortrix hydractis
- Tortrix incompta
- Tortrix oressinoma
- Tortrix oriarcha
- Tortrix phaeoneura
- Tortrix polymicta
- Tortrix technica
- Tortrix technitis
- Tortrix telephanta
- Tortrix tephrodes
- Tortrix viridana, la Tordeuse verte du chêne (seule espèce en Europe).